# 索菲·托伊伯-阿尔普
索菲·托伊伯-阿尔普（德語：Sophie Taeuber-Arp；1889年1月19日—1943年1月13日），出生于瑞士达沃斯，于瑞士苏黎世去世。是一位瑞士艺术家、绘画工作者、雕塑工作者、与舞蹈工作者。她曾经同她的丈夫让·阿尔普一起参加达达主义运动和超现实主义运动。她的作品包含了平面领域的绘画，立体领域里的雕塑与浮雕以及表演艺术里的舞蹈与戏剧。其作品常常以其独特的节奏与几何结构出名。她被认为是20世紀的几何抽象的最重要的艺术家之一。

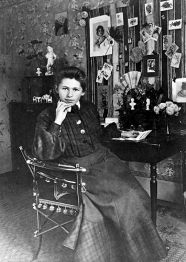
蘇菲·托伊伯

## 生活
索菲·托伊伯-阿尔普出生于瑞士达沃斯，是普鲁士药剂师埃米·托伊伯（Emil Taeuber）和他来自瑞士外阿彭策尔州盖斯的妻子索菲·托伊伯-克吕西（Taeuber-Krüsi）的第五个孩子。她的父母在达沃斯经营一家药店，直到她两岁时父亲因肺结核去世，之后全家搬到了特罗根，她母亲在那里开了一家膳宿旅馆。她的母亲教她缝纫。
1906-1910年，索菲·托伊伯就读位于瑞士圣加仑的美术学院，之后1910-1914年在德国慕尼黑和汉堡的德布希茨学校学习艺术与设计。
1915年，索菲·托伊伯搬到了瑞士苏黎世并结识了让·阿尔普。于此同年，她与让·阿尔普一起投身于达达主义运动。她惊人的舞蹈天分让伏尔泰酒馆(达达主义发祥地)很快地向她敞开了大门。但由于她于在1921至1929年执教的苏黎世装饰艺术学校不满意她任意、古怪的舞蹈，她在跳舞时必须使用假名以及戴面具。
1922年，索菲·托伊伯和让·阿尔普在瑞士提契諾州的小村庄普拉结婚。第二年夏天他们和库尔特·施维特斯和汉娜·赫希在吕根岛上度假。
1926年，索菲·托伊伯-阿尔普完成了位于法国斯特拉斯堡的舞蹈工作室（与让·阿尔普以及特奥·范杜斯堡合作）的几何抽象装饰工作。同时特奥·范杜斯堡也重新设计了舞动工作室所在的这栋大楼的右面部分，使其成为餐馆以及休闲娱乐的场所。
1927-1928年期间，阿尔普夫妇在法国巴黎郊区克拉马建造了自己的房子和艺术工作室。
1931年，索菲投身于法国抽象创造的运动中并创办了只在1937年到1939年出现且仅有五期的《Plastique》杂志。
1940年，受二战影响，阿尔普夫妇先后逃难至法国西南部的多爾多涅省以及法国地中海沿岸的蔚藍海岸。
1941年，索菲和索尼婭·德勞內一起创立了一直活跃到1943年的一个艺术群体。这个艺术群体常常在阿尔普夫妇位于法国普罗旺斯的房子里活动。索尼亚·德劳内在她的传记里写道：“……和索菲·托伊伯，苏茜·马涅利，阿尔贝托·马涅利一起，我们这个小群体创造了一个和平与友爱的小岛，它给我们带来了一个十分有利的工作氛围”。
1943年，索菲在瑞士苏黎世死于一氧化碳中毒。她的死亡极大的打击了她的丈夫使其三年之内无法工作。

## 達達

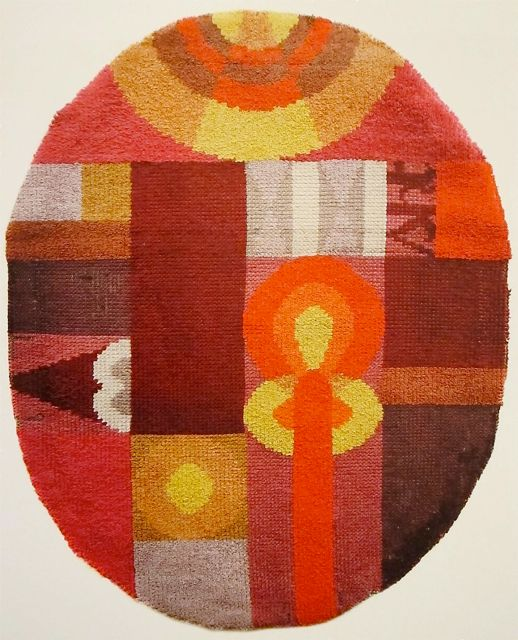
Oval Composition with Abstract Motifs, 1922

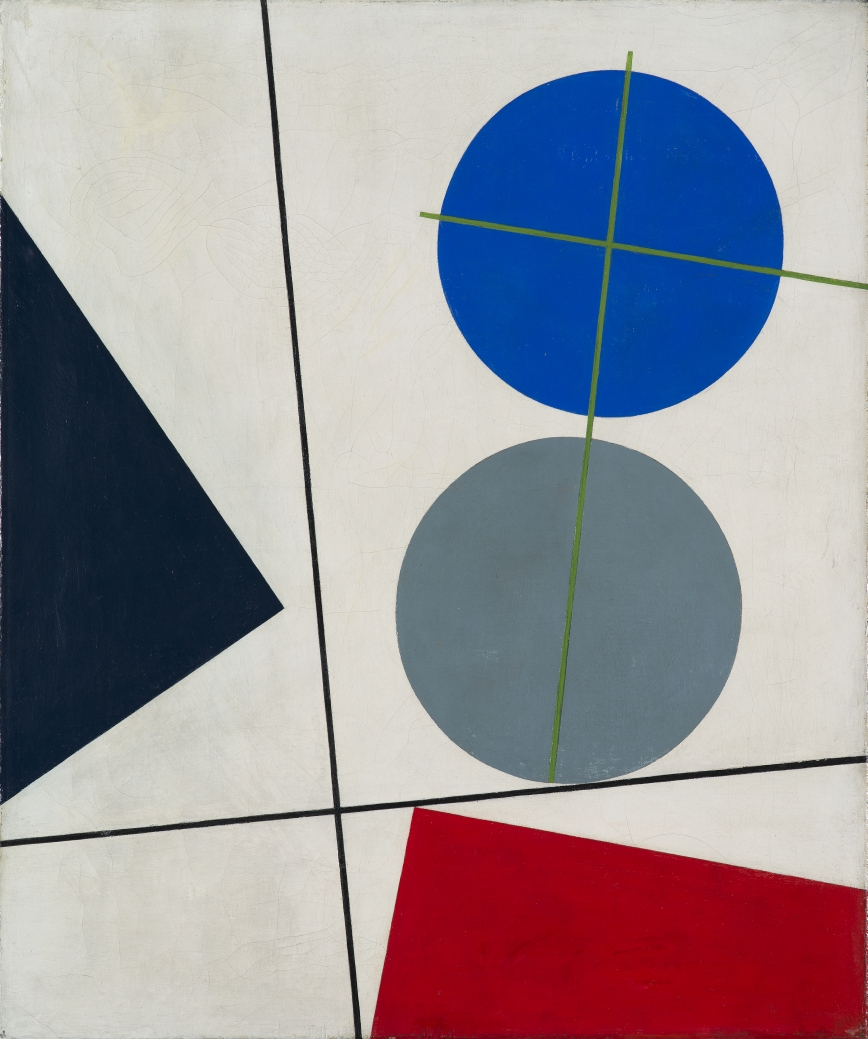

## 轶事
1995年于瑞士通行的50瑞士法郎钞票使用了索菲·托伊伯-阿尔普的头像向其致敬。

## 外部連結
- Taeuber-Arp collection （页面存档备份，存于） at Museum of Modern Art

## 展览
- 1936: Zeitprobleme in der Schweizer Malerei und Plastik, Kunsthaus Zürich. [1] [2]
- 1937: Konstruktivisten. Kunsthalle Basel. In dieser Gruppenausstellung wurden 24 Werke von Sophie Taeuber-Arp gezeigt. [3]
- 1981: Sophie Taeuber-Arp. Museum of Modern Art, New York. Katalog.
- 1983: Sophie Taeuber. Museo Communale, Ascona, Quadrat Bottrop, Bottrop
- 1989: Sophie Taeuber-Arp, Hans Arp. Künstlerpaare – Künstlerfreunde. Kunstmuseum Bern, Stiftung Hans Arp und Sophie Taeuber-Arp, Rolandseck, Von der Heydt-Museum, Wuppertal. Katalog.
- 2003: Sophie Taeuber-Arp. Variations. Kunstmuseum Solothurn, Solothurn
- 2006: Jean Arp & Sophie Taeuber-Arp. Dada e oltre. Museo Correr Venedig
- 2007: Sophie Taeuber-Arp. Gestalterin, Architektin, Tänzerin. Museum Bellerive, Zürich
- 2007: Sophie Taeuber, Rythmes plastiques, réalités architecturales, Fondation Arp, Clamart
- 2008: Licht auf Arp. Werke von Hans Arp und Sophie Taeuber Arp aus der Sammlung des Landes Rheinland-Pfalz.
- 2009: Sophie Taeuber-Arp. Camminos de vanguardia. Museo Picasso, Malaga
- 2009: Bewegung und Gleichgewicht. Sophie Taeuber-Arp 1889–1943. Kirchner Museum in Davos, Arp Museum Bahnhof Rolandseck. Remagen. Katalog ISBN 978-3-86678-320-1
- 2011–2012: Die andere Seite des Mondes. Künstlerinnen der Avantgarde. Kunstsammlung Nordrhein-Westfalen, K20, Düsseldorf. Katalog: DuMont Verlag, 2011.
- 2014: Sophie Taeuber-Arp - Heute ist Morgen. Aargauer Kunsthaus, Aarau, Schweiz.

## 电影
- Christoph Kühn: Sophie Taeuber-Arp, Dokumentarfilm, ventura film 1993, 44 min.
- Anita Hugi (Text) und Louisa Schmitt (Video): Eine bekannte Unbekannte: Die Appenzellerin Sophie Taeuber-Arp. 29. Dezember 2012 [4]